# Albert Schwendy
- Datos: Q5662678
- Multimedia: Albert Schwendy / Q5662678

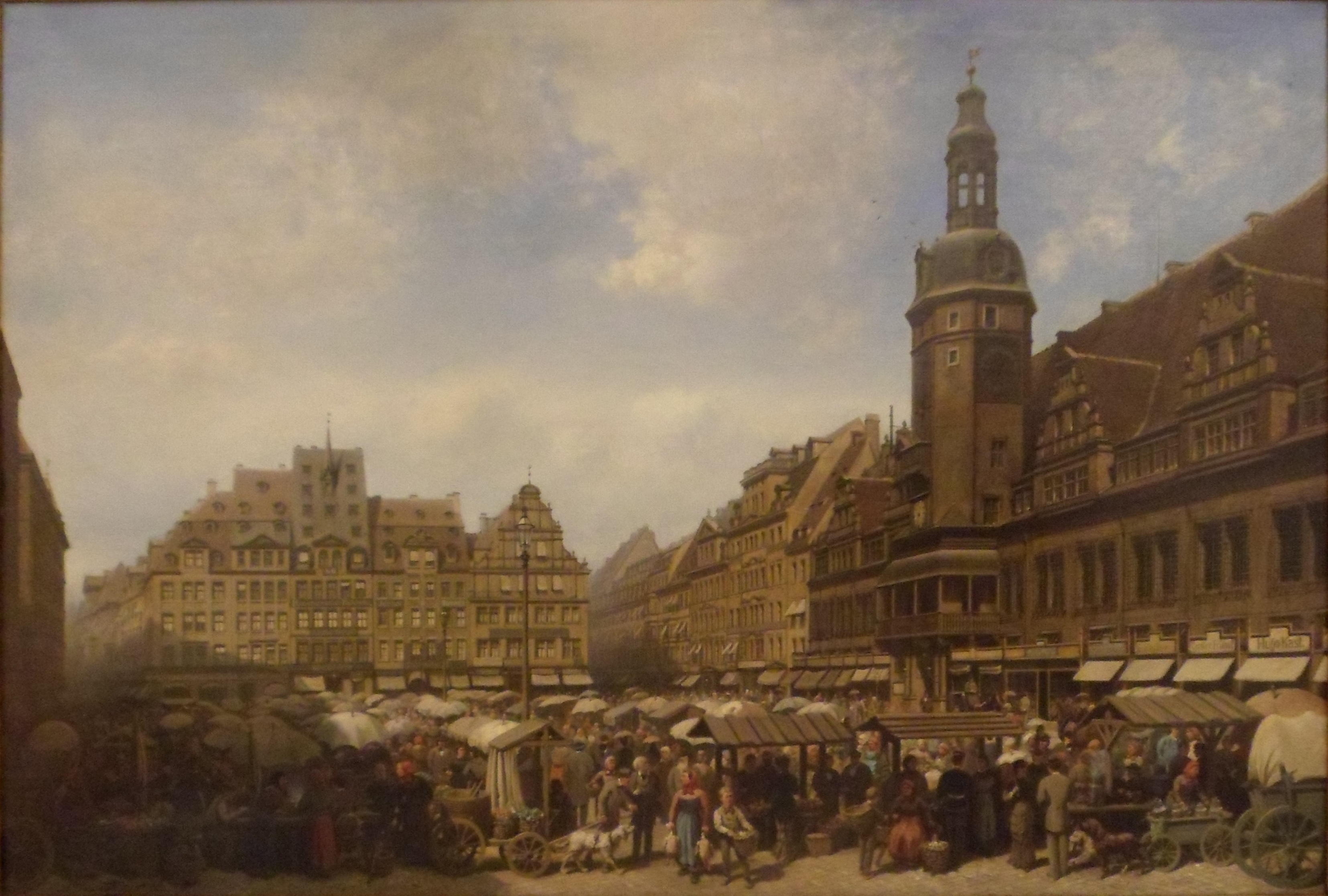
La plaza del Mercado, Leipzig. Óleo de Albert Schwendy expuesto en el Museo Soumaya

Albert Schwendy (Berlín 1820 - Dessau 1902) fue un pintor alemán de estilo Realista del siglo XIX. Se dedicó principalmente a pintar paisajes urbanos de pueblos y ciudades alemanas.

## Obras disponibles en Commons

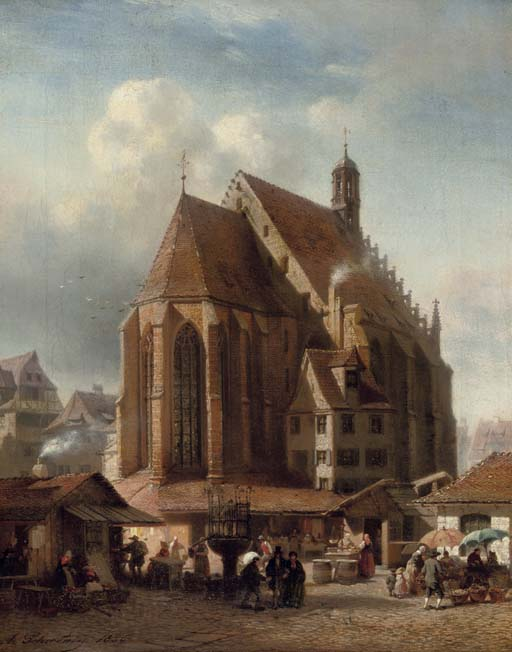
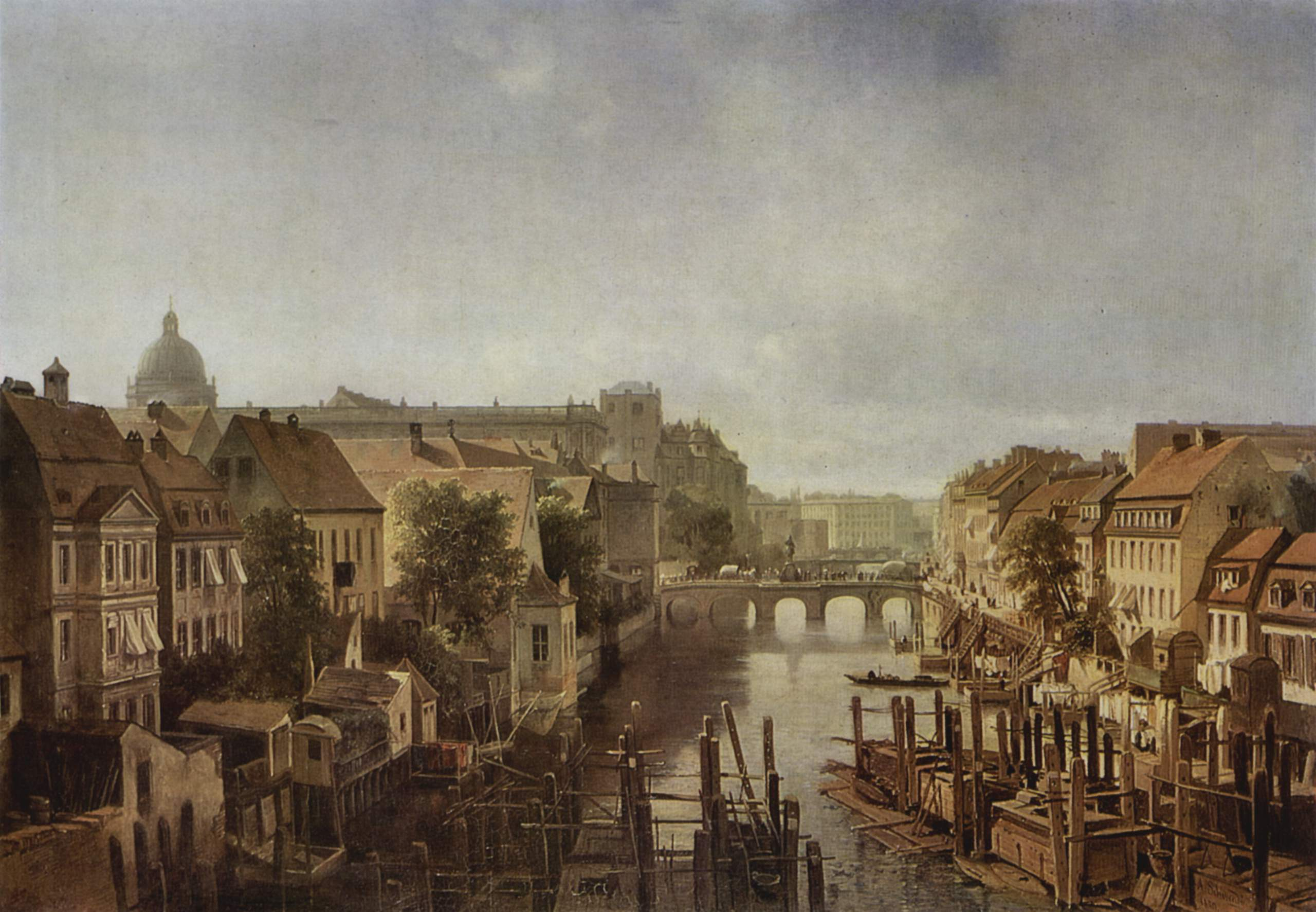
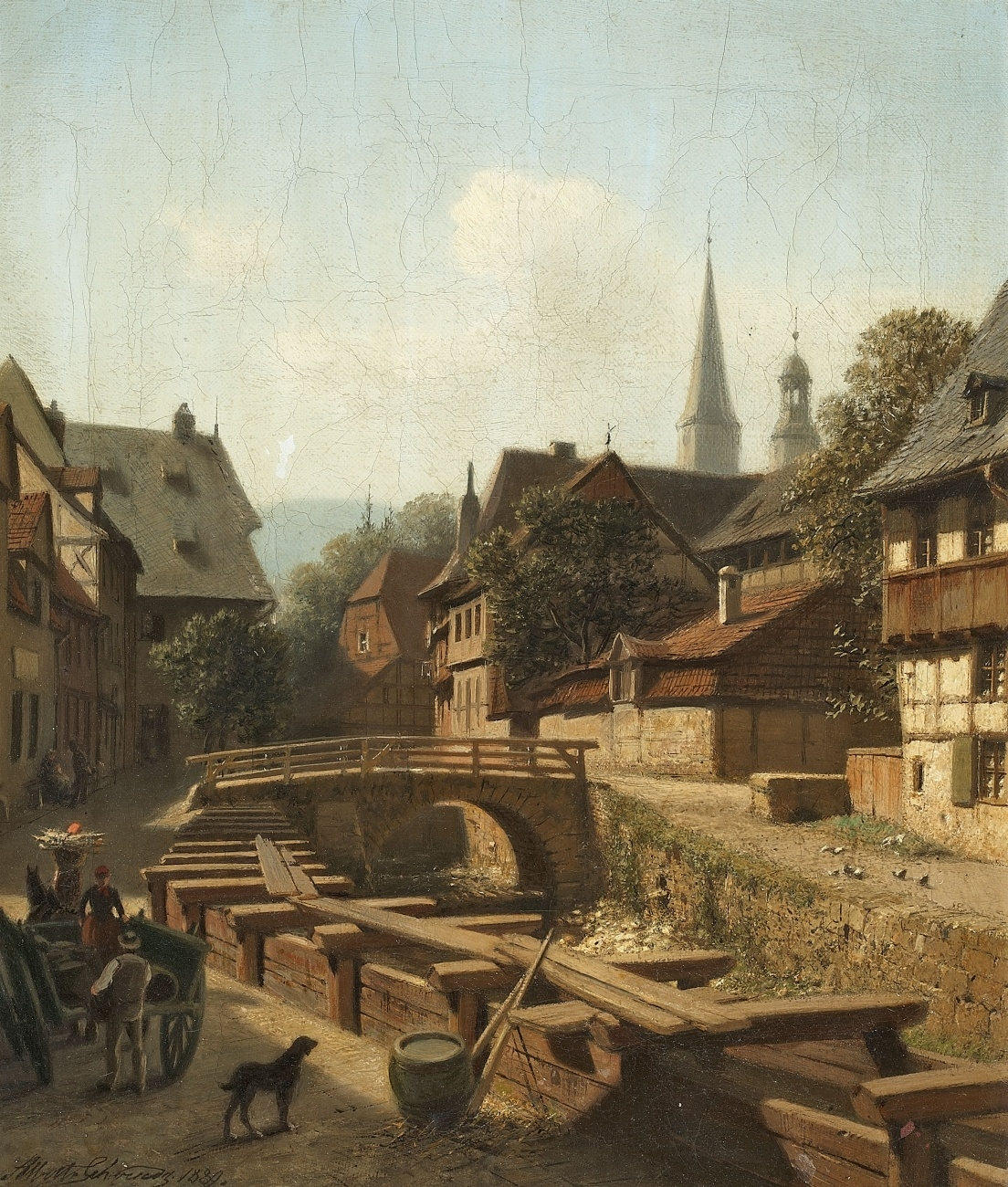
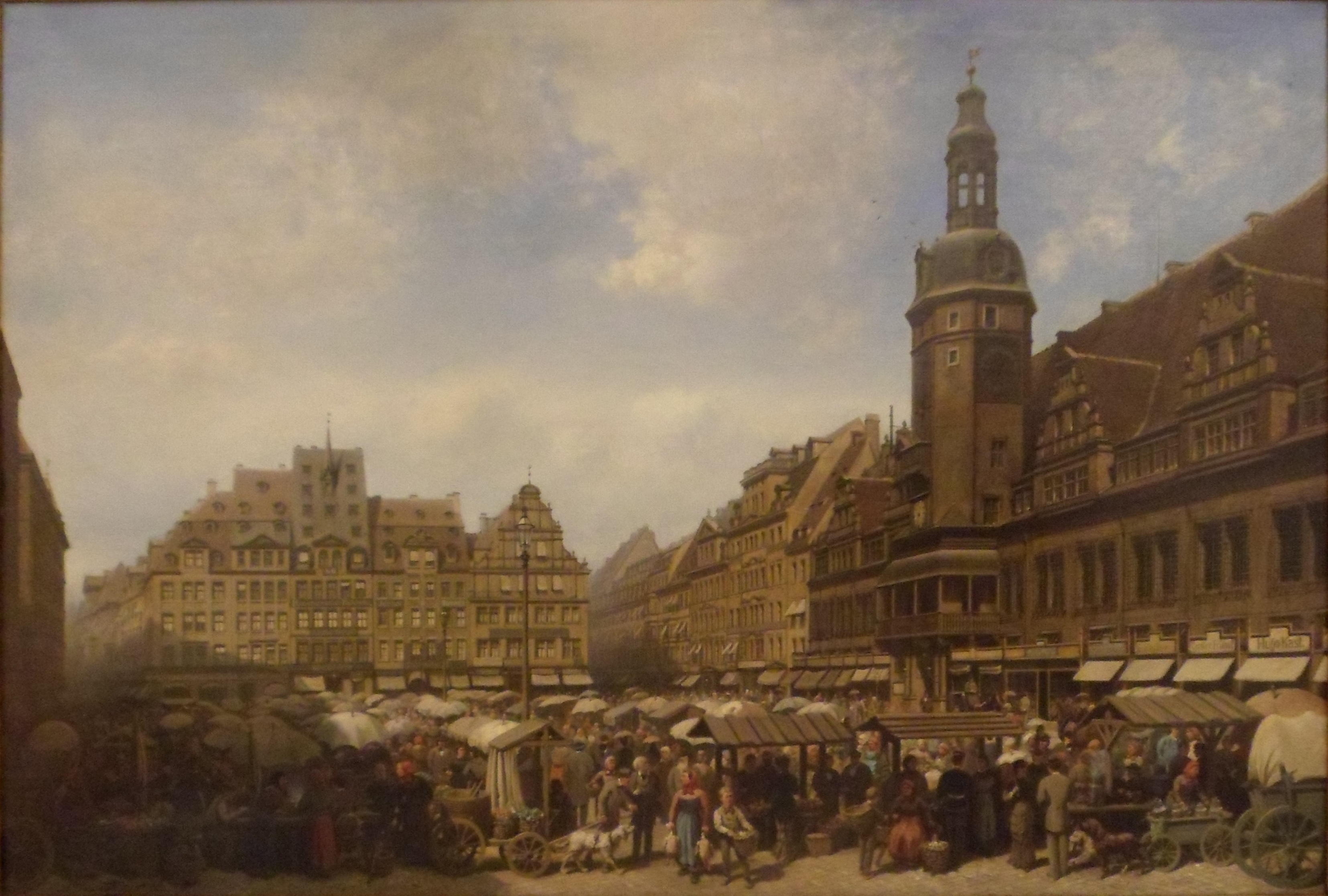

- Wikimedia Commons alberga una categoría multimedia sobre Albert Schwendy.